# Américo Godói Ilha
Américo Godói Ilha (Cachoeira do Sul, 16 de setembro de 1903  —?) foi um político brasileiro.
Foi prefeito de Erechim de 12 de maio a 5 de dezembro de 1946, tendo inaugurado a Biblioteca Dr. Gladstone Osório Mársico.
Foi eleito deputado estadual, pelo PSD, para a 37ª Legislatura da Assembleia Legislativa do Rio Grande do Sul, de 1947 a 1951.